# Keira Knightley
Keira Christina Knightley (angleška izgovorjava: /ˈkɪərə ˈnaɪtlɪ/), angleška filmska, televizijska in gledališka igralka ter fotomodel, * 26. marec 1985, Teddington, London, Združeno kraljestvo.
S svojo igralsko kariero je pričela še kot otrok in zaslovela leta 2003, ko je zaigrala v filmih Zadeni kot Beckham in Pirati s Karibov: Prekletstvo črnega bisera.
Keira Knightley je zaigrala v mnogih hollywoodskih filmih in bila za svoj nastop kot Elizabeth Bennet v filmski upodobitvi Joeja Wrighta romana Jane Austen, Prevzetnost in pristranost, ki je izšla leta 2005, nominirana za oskarja in zlati globus v kategoriji za »najboljšo igralko«. Dve leti pozneje je bila ponovno nominirana za zlati globus v kategoriji za »najboljšo igralko«, pa tudi za nagrado BAFTA v kategoriji za »najboljšo igralko v glavni vlogi«, in sicer za svoj nastop v filmu Pokora.
Leta 2008 je revija Forbes trdila, da je Keira Knightley druga najbolje plačana igralka v Hollywoodu, saj naj bi leta 2007 zaslužila 32 milijonov $, s čimer je postala prva neameriška igralka, ki se je uvrstila na seznam najbolje plačanih igralk.

## Zgodnje življenje
Keira Christina Knightley se je rodila v Teddingtonu kot hči scenaristke, nagrajene z mnogimi nagradami, Sharman MacDonald, in gledališkega ter televizijskega igralca Willa Knightleyja. Njen oče je Anglež, njena mama, ki je bila sicer rojena na Škotskem, pa ima valižanske korenine. Ima starejšega brata Caleba. Živela je v Richmondu, kjer se je šolala na Stanleyjevi otroški šoli, šoli v Teddingtonu, dekliški šoli Waldegrave in kolidžu Esher. Pri šestih letih so odkrili, da ima disleksijo, vendar je bila v šoli vseeno še naprej uspešna in želela si je najeti agenta, da bi začela s svojo igralsko kariero. Agenta si je zaželela že pri treh letih, vendar ji ga je mama dovolila najeti šele pri šestih, kot nagrado za pridno učenje. Keira Knightley je dejala, da je bila že v otroštvu »osredotočena le na igranje«. Nastopila je v različnih lokalnih produkcijah, kot sta After Juliet (napisala jo je njena mama) in United States (napisal jo je njen učitelj drame, Ian McShane, ki pa ni povezan z istoimenskim igralcem iz serije Deadwood).

## Kariera

### Zgodnja kariera (1993–2001)
Keira Knightley je s svojo igralsko kariero pričela leta 1993, ko se je pojavila v televizijskem filmu Screen One. V sredini in poznih devetdesetih se je pojavila v filmih in serijah, kot so ITV1-jeva The Bill (1995) in A Village Affair (1995), Innocent Lies, The Treasure Seekers (1996) in Coming Home. Nato so jo leta 1999 izbrali za igranje Sabé, ženske, ki je imela enak glas, kot Padmé Amidala, v znanstveno-fantastični uspešnici Vojna zvezd: Epizoda I - Grozeča prikazen. Sabéine dialoge so sinhronizirali tako, da jih je govorila Natalie Portman. Njen lik je v filmu skrival, da je njena spletična Padmé (zaigrala jo je Natalie Portman) v resnici kraljica Amidala, kar pa razkrije na koncu filma. Keira Knightley je vlogo v filmu dobila zaradi svoje neverjetne podobnosti z Natalie Portman; ko sta bili obe igralki naličeni, sta ju težko ločili še njuni mami. Istega leta se je pojavila v miniseriji Oliver Twist. Svojo prvo stransko vlogo je Keira Knightley dobila leta 2001, ko je bila izbrana za igranje hčere Robina Hooda v Disneyjevem televizijskem filmu Princess of Thieves. V tem času se je pojavila tudi v filmu Luknja, trilerju, ki je v Združenih državah Amerike izšel le preko DVD-jev.

### Preboj inPirati s Karibov(2002–2007)
Keira Knightley se je pojavila v televizijski upodobitvi romana Doktor Živago, ki je prvič izšla leta 2002 in prejela mešane kritike, vendar visoke ocene.
Keira Knightley je svoj preboj doživela leta 2002, ko je zaigrala v nogometno usmerjenem filmu Zadeni kot Beckham, ki je ob izidu avgusta 2002 v Združenem kraljestvu požel velik uspeh in zaslužil več kot 18 milijonov $. Ob izidu v Združenih državah Amerike marca 2003 je film iztržil še dodatnih 32 milijonov $. Po filmu Zadeni kot Beckham, s katerim je postala prepoznavna v Veliki Britaniji, je izdala uspešni akcijski film, Pirati s Karibov: Prekletstvo črnega bisera (poleg nje sta v filmu zaigrala še Orlando Bloom in Johnny Depp), ki ga je produciral Jerry Bruckheimer in se je premierno predvajal julija 2003. Ob izidu je s strani kritikov prejemal v glavnem pozitivne ocene in hkrati zaslužil tudi veliko denarja ter tako postal ena izmed največjih uspešnic poletja leta 2003. Filmski kritiki so pohvalili tudi nastop Keire Knightley. Mick LaSalle iz revije San Francisco Chronicle je, na primer, napisal: »Kot Elizabeth Knightleyjeva drži svojo v tej družbi, zaradi česar nas še toliko bolj preseneti dejstvo, da ima le osemnajst let. To mora biti ena izmed najbolj uravnovešenih igralk, ki se že pri osemnajstih zdijo kot odrasle, od Kirsten Dunst … ali Lorette Young!«
Keira Knightley je imela vlogo v britanski romantični komediji Pravzaprav ljubezen, ki je izšla novembra 2003. Njen naslednji film, Kralj Arthur, se je premierno predvajal julija 2004 in ob izidu s strani filmskih kritikov prejemal v glavnem negativne ocene, vendar so njo filmski kritiki v glavnem hvalili. Mick LaSalle iz revije San Francisco Chronicle je v svoji oceni filma napisal: »Keira Knightley je vlogo Guinevere odigrala z vso energijo in navdušenjem […]« Za vlogo v tem filmu se je Keira Knightley morala učiti jahanja in pretepanja. Istega meseca so jo bralci revije Hello! izglasovali za najbolj obljubljajočo najstniško zvezdnico v filmski industriji. Poleg tega je nek novinar revije TIME leta 2004 napisal, da se zdi, da bi se Keira Knightley raje uveljavila kot resna igralka in ne kot filmska zvezdnica.
Leta 2005 se je Keira Knightley pojavila v treh filmih, v prvem, Umiranje, je igrala poleg Adriena Brodyja. Nato se je pojavila v akcijskem filmu Tonyja Scotta, Domino, ki je temeljil na življenju lovke na glave Domino Harvey. Film do danes ostaja njen najslabše sprejet film s strani kritikov. Veliko filmskih kritikov je menilo, da je Keira Knightley le lep obraz, zaradi česar je mlada igralka za revijo Elle komentirala: »Vedno se počutim, kot da sem tista, ki se še more dokazati.«
Film Prevzetnost in pristranost je izšel leta 2005. Revija Variety je o njeni upodobitvi Elizabeth Bennet napisala: »Medtem, ko do potankosti izgleda kot zvezda, Knightleyjeva, ki je pokazala več duha kot večina igralskih pametnjakovičev, tukaj resnično izstopa, saj nasprotuje klasično naučenemu Matthewu Macfadyenu, pa tudi veteranom, kot so Brenda Blethyn, Donald Sutherland, Penelope Wilton in Judi Dench s svetlobno močjo, ki spominja na mlajšo Audrey Hepburn. Elizabethino razigranost in mladostno radoživost upodobi bolje kot starejša Jennifer Ehle v televizijski seriji, zaradi česar so glavni pogovori pred potezo namenjeni njej.« Film je po vsem svetu zaslužil več kot 100 milijonov $ in za svoj nastop v tem filmu si je Keira Knightley prislužila nominacijo za zlati globus in oskarja v kategoriji za »najboljšo igralko« (oskarja je nazadnje dobila Reese Witherspoon). Z nominacijo za oskarja je postala tretja najmlajša oseba, kar jih je bilo kdaj nominiranih za to nagrado v tej kategoriji. Kakorkoli že, leta 2011 je z nominacijo Jennifer Lawrence za film Na sledi očetu pristala na četrtem mestu. Tim Bevan, producent filma Prevzetnost in pristranost, je kritiziral britansko akademijo filmske in televizijske umetnosti, ker za svojo nagrado niso nominirali tudi igralcev iz tega filma.
Leta 2006 so Keiro Knightley povabili k temu, da se pridruži Akademiji umetnosti v filmu in znanosti (Academy of Motion Picture Arts and Sciences) Njen finančno najuspešnejši film do danes ostaja film Pirati s Karibov: Mrtvečeva skrinja, ki je izšel julija 2006.
Leta 2007 je Keira Knightley zaigrala v treh pomembnejših filmih: filmu Svila, ki je upodobitev istoimenskega romana Alessandra Baricca, filmu Pokora, filmski upodobitvi istoimenskega romana Iana McEwana (ob njej so zaigrali še James McAvoy, Vanessa Redgrave in Brenda Blethyn), ter filmu Pirati s Karibov: Na robu sveta, ki je izšel maja tistega leta. Za svoj nastop v filmu Pokora je prijela nominacijo za zlati globus v kategoriji za »najboljšo dramsko igralko« ter nominacijo za nagrado BAFTA. Kritika Richarda Roeperja je zbegalo dejstvo, da ne Keira Knightley ne James McAvoy nista bila nominirana za oskarja. Napisal je: »Menil sem, da sta Knightleyjeva in McAvoy enkratna.«

### Gledališče in zdajšnja filmska dela (2008–danes)
Pozno spomladi leta 2007 je Keira Knightley začela snemati film Na robu ljubezni, v katerem so poleg nje igrali še Cillian Murphy kot njen mož, Matthew Rhys kot njen ljubimec iz mladosti, valižanski pesnik Dylan Thomas ter Sienna Miller kot žena Dylana Thomasa, Caitlin Macnamara. Za svoj nastop v tem filmu je s strani filmskih kritikov v glavnem prejemala pohvale. Film, katerega scenarij je napisala njena mama, Sharman Macdonald, režiral pa ga je John Maybury, je izšel šele leta 2008. Nato je zaigrala v filmu The Duchess, ki je temeljil na dobro prodajani biografiji Georgiana, Duchess of Devonshire Amande Foreman, v katerem je zaigrala Georgiano Cavendish, vojvodinjo Devonshireja; film je v kinematografih v Veliki Britaniji izšel 5. septembra 2008. Za svoj nastop v filmu je bila nominirana za nagrado British Independent Film Award v kategoriji za »najboljšo igralko«.
Keira Knightley je v gledališču prvič zaigrala na West Endu decembra 2009, ko se je pojavila v priredbi Martina Crimpa Molièrejeve komedije The Misanthrope, ki jo je poleg Damiana Lewisa, Tare FitzGerald in Dominica Rowana izvajala v komičnem teatru v Londonu. Ocene njene upodobitve lika Jennifer so bile v glavnem pozitivne. Novinar revije The Daily Telegraph je njen nastop označil za »razkritje moči in ostrine,« novinar revije The Independent pa je njen nastop opisal kot »ne samo presenetljivo prepričljiv, temveč na trenutke bolj zastrašujoč zaradi njene satirične samozavesti,« novinar revije The Guardian pa je menil, da je narava vloge »ena izmed tistih, za katere lahko rečemo, da so neupravičeno razpotegnjene« in novinar revije The Daily Mail je napisal, da je bil njen nastop »malce boljši od ustreznega«. Za svoj nastop kot Jennifer v tej igri je bila Keira Knightley nominirana za nagrado Laurencea Olivierja v kategoriji za »najboljši nastop v stranski vlogi«. Nominirali so jo tudi za nagrado Evening Standard Award v kategoriji za »najboljšo igralko«.
Keira Knightley se je pojavila v drami Last Night, v kateri je zaigrala poleg Eve Mendes, Sama Worthingtona in Guillaumeja Caneta; film je režirala Massy Tadjedin. Aprila 2009 je skupaj z Andrewa Garfielda in Carey Mulligan pričela delati na filmski upodobitvi distopičnega romana Kazua Ishigura, Ne zapusti me nikdar. Film so snemali v Norfolku in Clevedonu, izšel pa je leta 2010. Istega leta je poleg Colina Farrella zaigrala v režiserskem prvencu Williama Monahana, filmu London Boulevard, ki ga je William Monahan tudi napisal.
Edini film, ki ga je Keira Knightley posnela leta 2011, je bila zgodovinska drama Davida Cronenberga, Nevarna metoda, v katerem so poleg nje zaigrali še Viggo Mortensen, Michael Fassbender in Vincent Cassel. Film, ki je temeljil na gledališki igri Christopher Hampton iz leta 2002, Taking a Cure, se je dogajal v času 1. svetovne vojne in je govoril o razmerju med mladim psihiatrom Carlom Jungom (Michael Fassbender), njegovim mentorjem Sigmundom Freudom (Viggo Mortensen) in Sabina Spielrein (Keira Knightley), težavno, a lepo žensko, ki pride med njiju. Film se je premierno predvajal na 68. beneškem filmskem festivalu, kjer je s strani kritikov prejel veliko hvale. Tudi Keira Knightley, ki zaradi erotičnih prizorov skoraj ni želela sodelovati pri snemanju filma, je s strani kritikov prejela v glavnem pozitivne ocene; Andrew O'Hehir s spletne strani Salon.com je, na primer, napisal, da je »resnična zvezdnica tega filma«.
Poleg Rachel McAdams, Emme Thompson, Erica Bane in Richarda Gerea bo Keira Knightley zaigrala v filmu The Emperor's Children. Črno komedijo je napisala Noah Baumbach in bo režiral Scott Cooper. Poleg tega bo ponovno sodelovala tudi z Joejem Wrightom, saj bo zaigrala glavno vlogo v njegovem prihajajočem filmu Ana Karenina (2012).

## Javna podoba
Zaradi naglega vzpona njene popularnosti je dobila veliko pozornosti medijev. Opisali so jo kot »slavno odprto z mediji«, Čeprav sama pravi: »Ne govorim o svojem privatnem življenju.«
Mediji so večkrat pohvalili njen videz.
Keira Knightley se je večkrat pojavila na seznamu »100 najprivlačnejših žensk na svetu« britanske revije FHM. Leta 2004 je zasedla devetinsedemdeseto mesto, v letu 2005 pa se je povzpela na osemnajsto mesto. Leta 2006 so jo imenovali za »najprivlačnejšo žensko na svetu«. Leta 2007 je dosegla dvanajsto, leta 2008 deseto, leta 2009 pa šestintrideseto mesto na seznamu. Na seznamu ameriške verzije te revije se je leta 2004 uvrstila na štiriinpetdeseto, leta 2005 na enajsto, leta 2006 pa na peto mesto seznama. Revija Maxim ji je maja 2006 dodelila deveto mesto na njihovem seznamu »Najprivlačnejših 100 leta 2006«. Na podlagi vprašalnika, ki ga je izpolnilo 2500 Britancev, jo je britanska veriga podjetij Superdrug imenovala za »lepotno ikono leta 2007«. Keira Knightley je leta 2006 poleg Scarlett Johansson gola pozirala za naslovnico marčevske izdaje hollywoodske verzije revije Vanity Fair.
Keira Knightley je obraz branda z luksuznimi dodatki, Asprey, podjetje Shiatzy Chen ter izdelkov za nego las Lux, ki jih je oglaševala v raznih japonskih reklamah. Aprila 2006 je potrdila, da je nov obraz Chanelove dišave Coco Mademoiselle, prva fotografija iz kampanje pa je bila izdana šele maja 2007.
Valentinova obleka, ki jo je nosila na podelitvi zlatih globusov leta 2006, je pritegnila veliko pozornosti, večina modnih kritikov jo je hvalila in nazadnje se je zahvaljujoč obleki Keira Knightley celo uvrstila na seznam »najbolje oblečenih« Stevena Cojocaruja iz revije Entertainment Tonight. Obleka, ki jo je nosila na podelitvi oskarjev leta 2006, je bila donirana dobrodelni organizaciji Oxfam, ki je zanjo dobila 4.300 £.
Keira Knightley je otroke, ki sanjajo o tem, da bi postali slavni, posvarila, da vse ni tako, kot se zdi. »Straši me, ko slišim otroke govoriti: 'Rad bi bil slaven.'« Leta 2007 je v intervjuju z BBC-jem dejala, da se počuti »dehumanizirano«. Dejala je tudi, da se javnost, ko oseba postane slavna, ne meni za dejstvo, da to osebo kar naprej opazujejo.
Čeprav trenutno ne namerava zapustiti filmskega sveta, je Keira Knightley dejala, da si ne more predstavljati, da bi svojega otroka izpostavila medijem. Dejala je: »Trenutno ne nameravam imeti otrok … vsi se spremenijo in prepričana sem, da bo prišel čas, ko si bom zaželela nekaj drugačnega. Lahko se vidim čisto stran [od igranja].«
Izrazila je skrb zaradi nezaželene pozornosti zasledovalcev in februarja 2010 so enainštiridesetletnega moškega potem, ko je skušal z njo vzpostaviti stik pred komičnim gledališčem v Londonu, kjer je igrala v gledališki igri The Misanthrope, obtožili nadlegovanja. Kasnejši sodni postopek so preložili, saj Keira Knightley ni mogla pričati na sodišču.

## Dobrodelnost
Keira Knightley je obraz kampanje Amnesty International, ki podpira človekove pravice in so jo otvorili ob šestdeseti obletnici, odkar so podpisali splošno deklaracijo človekovih pravic Združenih narodov. Kot del kampanje je zaigrala tudi v kratkem filmu. Dejala je, da želi povečati ozaveščanje o zlorabi človekovih pravic in splošni deklaraciji človekovih pravic. Dejala je: »Splošna deklaracija človekovih pravic je nekaj, za kar bi morali vedeti vsi in biti ponosni, ker je to izjava o naši splošni človeškosti.«
Keira Knightley je leta 2007 sodelovala pri animiranem filmu Robbie the Reindeer, katerega ves dobiček je bil doniran organizaciji Comic Relief. Leta 2004 je v sklopu te organizacije skupaj s skupino, v kateri je bil med drugim tudi Richard Curtis, ki je režiral njen film Pravzaprav ljubezen, odpotovala v Etiopijo.
Aprila 2009 se je pojavila v posnetku Cut, katerega namen je bil povečati ozaveščenost o nasilju med parterji. Posnetek je režiral Joe Wright, ki je režiral tudi njena filma Prevzetnost in pristranost in Pokora, posneli pa so ga za britansko organizacijo »Women's Aid,« ki jo sestavljajo ženske in otroci, ki potrebujejo pomoč. Posnetek je veliko ljudi kritiziralo, saj naj bi bil preveč grafičen, medtem pa so ga druge skupine, podobne organizaciji »Women's Aid«, podpirale in trdile, da je posnetek realističen prikaz nasilja med partnerji.
Novembra 2010 je Keira Knightley postala pokrovitelj britanske organizacije The SMA Trust, ki zbira denar za medicinske preiskave otroške bolezni, imenovane spinalna mišična atrofija. Marca 2011 je poleg Paula McCartneyja, bivšega ministrskega predsednika Združenega kraljestva Gordona Browna, glasbene skupine JLS, Davine McCall, Justina Bieberja in mnogih drugih ob dnevu rdečih noskov nastopila v skeču Smithy

## Zasebno življenje
Keira Knightley trenutno živi v Londonu. Med letoma je imela 2003 in 2005 razmerje s tri leta starejšim igralcem, fotomodelom in glasbenikom Jamiejem Dornanom. Spoznala sta se na snemanju za podjetje Asprey, za katerega sta takrat oba delala kot fotomodela. Nato je leta 2005 pričela hoditi s soigralcem iz filma Prevzetnost in pristranost, Rupertom Friendom, s katerim sta se razšla decembra leta 2010. Keira Knightley je poleg Colina Firtha vseeno zaigrala v kratkem filmu Steve (2010), ki ga je režiral in napisal Rupert Friend. Pozno februarja 2011 naj bi pričela hoditi s pevcem britanske indie rock glasbene skupine Klaxons, Jamesom Rightonom.
Keira Knightley je zanikala govorice, da je anoreksična, čeprav je priznala, da je za to boleznijo zbolelo veliko njenih sorodnikov. Govorice o anoreksiji so se pojavile po premieri filma Pirati s Karibov: Mrtvečeva skrinja, kjer se je prikazala v obleki, ki je poudarila njeno ekstremno suho postavo, za katero so mediji kasneje začeli govoriti, da je posledica motnje prehranjevanja. Keira Knightley je tožila revijo Daily Mail, ki je trdila, da je lagala glede tega, da nima anoreksije; v članku v reviji so napisali tudi, da je neka najstnica umrla zaradi anoreksije, ki pa jo je povzročil telesni izgled Keire Knightley. Tožbo je tudi dobila.
Julija 2006 je Keira Knightley dejala, da je postala deloholičarka. Povedala je, da se je »zadnjih pet let zlilo v eno. Ne morem vam povedati, kaj se je zgodilo lani ali leto pred tem« in da je »preveč delala« ter da se je »ustrašila, da če bom še naprej vztrajala na tej stopnji, bom začela sovražiti stvari, ki jih obožujem,« kasneje pa je predlagala, da bi si vzela enoletni dopust za potovanje, med katerim bi se osredotočila na svoje zasebno življenje.

## Filmografija

### Filmi
| Leto | Naslov                                                     | Vloga                            | Opombe |
| ---- | ---------------------------------------------------------- | -------------------------------- | --- |
| 1995 | Innocent Lies                                              | Mlajša Celia                     | |
| 1999 | Vojna zvezd: Epizoda I - Grozeča prikazen                  | Sabé (dvojnica kraljice Amidale) | |
| 2001 | Deflacija                                                  | Tekačica                         | |
| 2001 | Luknja                                                     | Frances »Frankie« Almond Smith   | Nominirana — Empire Award za najboljši prvenec |
| 2002 | Prdonja                                                    | Učenka glasbene šole             | Nedokončano |
| 2002 | Pure                                                       | Louise                           | |
| 2002 | Zadeni kot Beckham                                         | Juliette »Jules« Paxton          | Golden Wave Award za najboljšo igralko London Film Critics' Circle Award za najboljšega novinca Nominirana — Empire Award za najboljšo britansko igralko Nominirana — Online Film Critics Society Award za najboljši prebojni nastop Nominirana - Phoenix Film Critics Society Award za najboljši prebojni nastop na ekranu |
| 2002 | New Year's Eve                                             | Leah                             | |
| 2002 | The Seasons Alter                                          | Helena                           | |
| 2003 | Pirati s Karibov: Prekletstvo črnega bisera                | Elizabeth Swann                  | Audience Award za najboljšo mednarodno igralko Teen Choice Award za izbiro filmskega poljuba (skupaj z Orlandom Bloomom) Teen Choice Award za izbiro filmske kemije (skupaj z Orlandom Bloomom) Nominirana - Nagrada akademije ameriških znanstveno-fantastičnih, fantazijskih & grozljivih filmov za ženski obraz te zvrsti v prihodnosti Nominirana — Empire Award za najboljšo britansko igralko Nominirana - MTV Movie Award za prebojni ženski nastop Nominirana - Saturn Award za najboljšo stransko igralko Nominirana — Phoenix Film Critics Society Award za prebojni nastop na ekranu Nominirana - Teen Choice Award za izbiro prebojne filmske zvezdnice (tudi za Kralj Arthur) Nominirana — Visual Effects Society Award za izstopajoči nastop moškega ali ženskega igralca v filmu z veliko vizualnimi učinki                                                                                            |
| 2003 | Pravzaprav ljubezen                                        | Juliet                           | Nominirana — Phoenix Film Critics Society Award za najboljši prebojni nastop na ekranu Nominirana — Phoenix Film Critics Society Award za najboljšo igralsko zasedbo (skupaj z Hughom Grantom, Colinom Firthom, Sienno Guillory Liamom Neesonom, Lulu Popplewell, Emmo Thompson, Krisom Marshallom, Heike Makatsch, Martinom Freemanom, Joanno Page, Chiweteljem Ejioforjem, Andrewom Lincolnom, Nino Sosanya, Martine McCutcheon, Lauro Linney, Thomasom Brodiejem-Sangsterjem, Alanom Rickmanom, Rodrigom Santorom, Rowanom Atkinsonom, Claudio Schiffer, Billom Nighyjem, Gregorjem Fisherjem, Roryjem MacGregorjem, Carlo Vasconcelos, Shannon Elizabeth, Denise Richards in Elisho Cuthbert) |
| 2004 | Kralj Arthur                                               | Guinevere                        | Audience Award za najboljšo mednarodno igralko Nominirana — Empire Award za najboljšo britansko igralko Nominirana - Teen Choice Award za izbiro prebojne filmske zvezdnice (tudi za Pirati s Karibov: Prekletstvo črnega bisera) Nominirana - Teen Choice Award za izbiro filmske igralke: Akcijska avantura/Triler |
| 2005 | Umiranje                                                   | Jackie                           | |
| 2005 | Domino                                                     | Domino Harvey                    | |
| 2005 | Prevzetnost in pristranost                                 | Elizabeth Bennet                 | Camie Award za lik in moralo v zabavni industriji (skupaj z Joejem Wrightom, Matthewom Macfadyenom, Brendo Blethyn in Donaldom Sutherlandom) Nominirana — Oskar za najboljšo igralko Nominirana — Zlati globus za najboljšo igralko - Glasbeni film ali komedija Nominirana — Satellite Award za najboljšo igralko - Glasbeni film ali komedija Nominirana — Empire Award za najboljšo igralko Nominirana — Broadcast Film Critics Association Award za najboljšo igralko Nominirana — Chicago Film Critics Association Award za najboljšo igralko Nominirana — London Film Critics' Circle Award za britansko igralko leta Nominirana — Online Film Critics Society Award za najboljšo igralko Nominirana - Teen Choice Award za izbiro filmske igralke: Drama/Akcijska avantura (tudi za Pirati s Karibov: Mrtvečeva skrinja) Nominirana — Washington D.C. Area Film Critics Association Award za najboljšo igralko |
| 2006 | Pirati s Karibov: Mrtvečeva skrinja                        | Elizabeth Swann                  | People's Choice Award za najljubši par (skupaj z Johnnyjem Deppom) Teen Choice Award za izbiro filma: Poljub (skupaj z Orlandom Bloomom) Teen Choice Award za izbiro filmskega krika Teen Choice Award za izbiro filmske postave Nominirana — Empire Award za najboljšo igralko Nominirana — Kids' Choice Award za najljubšo žensko filmsko zvezdnico Nominirana - MTV Movie Award za najboljši nastop Nominirana - Teen Choice Award za izbiro filmske igralke: Drama/Akcijska avantura (tudi za Prevzetnost in pristranost) |
| 2007 | Pirati s Karibov: Na robu sveta                            | Elizabeth Swann                  | People's Choice Award za najljubšo žensko akcijsko zvezdnico Teen Choice Award za izbiro filmske igralke: Akcijska avantura Kids' Choice Awards za najljubšo žensko filmsko zvezdnico Nominirana - MTV Movie Award za najboljši nastop ženske Nominirana — National Movie Award za najboljši nastop ženske |
| 2007 | Svila                                                      | Hélène Joncour                   | |
| 2007 | Pokora                                                     | Cecilia Tallis                   | Empire Award za najboljšo igralko Rembrandt Award za najboljšo mednarodno igralko Teen Choice Award za izbiro filmske igralke: Drama Nominirana — BAFTA Award za najboljšo igralko v stranski vlogi Nominirana — Zlati globus za najboljšo igralko - Filmska drama Nominirana - Satellite Award za najboljšo igralko - Filmska drama Nominirana — Audience Award za najboljšo mednarodno igralko Nominirana — London Film Critics' Circle Award za britansko igralko leta |
| 2008 | Na robu ljubezni                                           | Vera Phillips                    | |
| 2008 | The Duchess                                                | Georgiana Cavendish              | Nominirana — Nagrada britanskega neodvisnega filma za najboljšo igralko Nominirana — People's Choice Award za najljubšo žensko filmsko zvezdnico |
| 2009 | The Continuing and Lamentable Saga of the Suicide Brothers | Vila                             | |
| 2010 | London Boulevard                                           | Lillian Palmer                   | |
| 2010 | Ne zapusti me nikdar                                       | Ruth                             | Še neznan rezultat — Sarturn Award za najboljšo stransko igralko Nominirana — Nagrada britanskega neodvisnega filma za najboljšo stransko igralko |
| 2010 | Last Night                                                 | Joanna Reed                      | |
| 2010 | Steve                                                      | Ženska                           | Kratki film s Colinom Firthom |
| 2011 | A Dangerous Method                                         | Sabina Spielrein                 | Post-produkcija |

### Televizija
| Leto | Naslov                                                   | Vloga                   |
| ---- | -------------------------------------------------------- | ----------------------- |
| 1993 | Screen One                                               | Majhna deklica          |
| 1995 | A Village Affair                                         | Natasha Jordan          |
| 1995 | The Bill                                                 | Sheena Rose             |
| 1996 | The Treasure Seekers                                     | Princesa                |
| 1998 | Coming Home                                              | Mlajša Judith Dunbar    |
| 1999 | Oliver Twist                                             | Rose Fleming            |
| 2001 | Princess of Thieves                                      | Gwyn (hči Robina Hooda) |
| 2002 | Doktor Živago                                            | Lara Antipova           |
| 2003 | Gaijin                                                   | Kate (glas)             |
| 2007 | Robbie the Reindeer in Close Encounters of the Herd Kind | Em (glas)               |

### Gledališče
| Leto      | Naslov              | Gledališče             | Vloga               | Opombe |
| --------- | ------------------- | ---------------------- | ------------------- | --- |
| 2009/2010 | The Misanthrope     | Komični teater, London | Jennifer (Celimene) | Nominirana — Nagrada Laurencea Olivierja za najboljši nastop v stranski vlogi Nominirana — Evening Standard Theatre Award za najboljšo igralko (nagrada Natashe Richardson) |
| 2011      | The Children's Hour | Komični teater, London | Karen Wright        | |